# Семеновка (Зирянський район)
Семе́новка (рос. Семёновка) — село у складі Зирянського району Томської області, Росія. Входить до складу Зирянського сільського поселення.

## Населення
Населення — 564 особи (2010; 690 у 2002).
Національний склад (станом на 2002 рік):
- росіяни — 89 %